# Рактавиджа

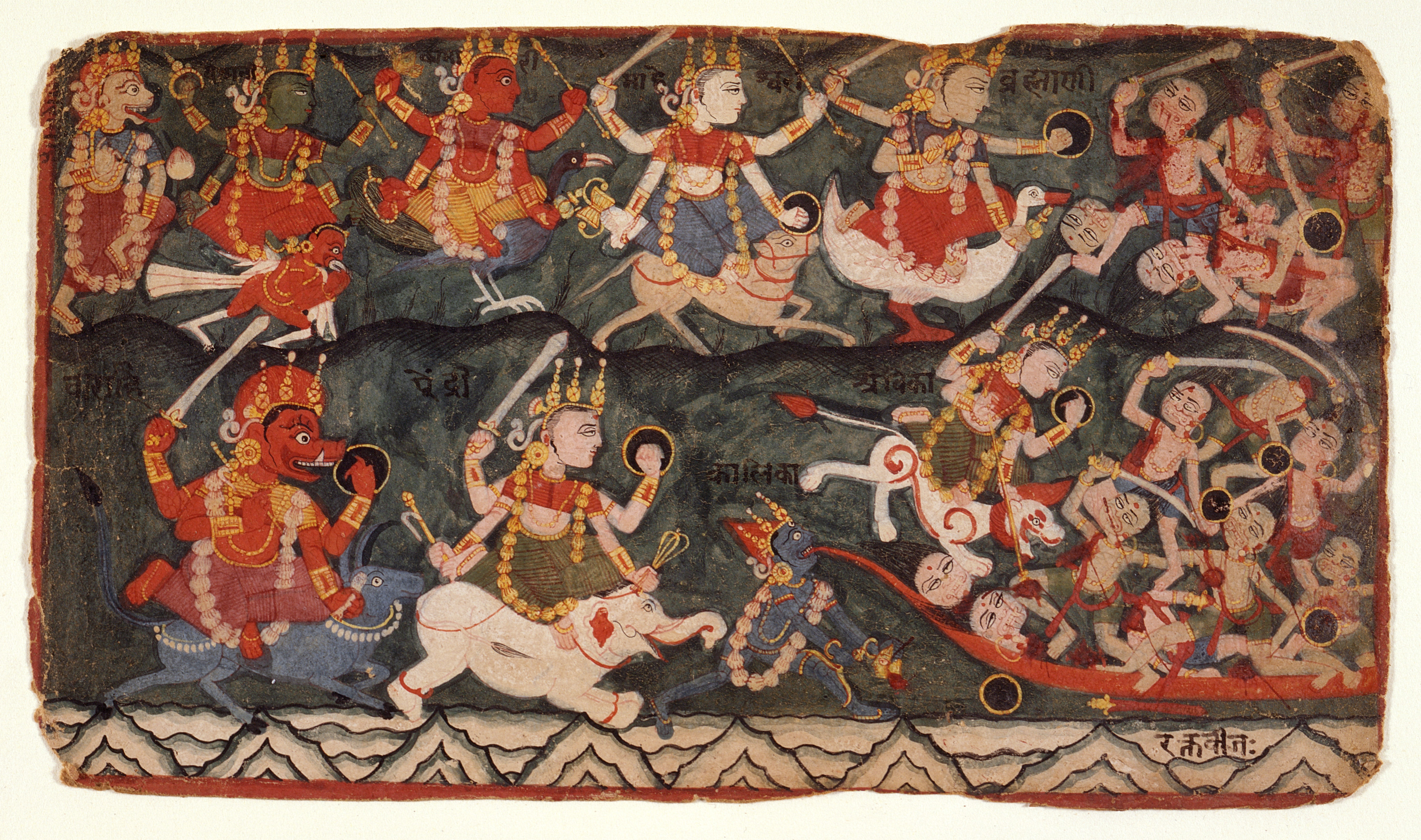
Битва небожителей против демонов-асуров Рактавиджи, иллюстрация из «Деви-махатмья»- (верхний ряд, слева) Боги: Нарасимхи, Вайшнави, Кумари, Махешвари, Брахми; (нижний ряд, слева) Варахи, Аиндри, Чамунда или Кали (пьющая кровь демона), Амбика; справа, демоны, возникающие из крови Рактавиджи

Рактавиджа (санскр.  Rakta-vîja, Raktabīja) — в индийской мифологии (в пуранах) демон-асура, бой которого против богинь Дурги и Кали или с богиней Чамундой описывается в поэме «Деви-махатмья» (входит в состав «Маркандея-пураны»).
Рактавиджа повёл неисчислимое войско асуров в битву против небожителей и сошлись они с богами в смертельной схватке. Небожители обрушили на Рактавиджа и его воинов удары своего оружия и многих они истребили, сразив их на поле брани, но они не смогли одолеть Рактавиджу. Боги нанесли полководцу асуров множество ран и кровь хлынула из них потоками. Но каждая капля крови из ран Рактавиджа, наносимых ему богами, падая на землю, превращалась в такого же асура, как Рактавиджа. Таким образом, удары богов только всё болеё и более затрудняли победу, а демоны, народившиеся из крови Рактавиджи, наполнили весь мир, что наконец заставило богов испугаться. Увидав испуг богов, богиня Кали (она же — Чамунда, вышедшая изо лба Дурги, чтобы биться с демонами Чанда и Мунда, откуда имя Чамунды) сама вышла на бой и нанесла Рактавидже удар своим копьем так, чтобы струя его крови брызнула ей прямо в рот, после чего она пожрала и все несметные полчища демонов-асуров. В Деви Бхагавата Пурана, Книге Пятой (Деви-Махатмья) сказано о смерти Рактавиджи следующее- "Ими превосходным оружием истреблено все воинство дайтьев, и Рактабиджа также убит, о великий царь". Отважные предводители асуров Шумбха и Нешумбха пали, сражённые её рукой.